# Guy de Maupassant
Henri René Albert Guy de Maupassant (Tourville-sur-Arques (Miromesnil kastély), 1850. augusztus 5. – Passy, 1893. július 6.) népszerű 19. századi francia író. A modern novella egyik atyjaként, a tömör és a lényegre törő stílus mestereként tartják számon. Gustave Flaubert segítette az írói pályára való felkészülését. Műveiben figyelemre méltó realizmusa, ugyanakkor megjelenik a fantasztikum és a pesszimizmus is. Aktív irodalmi karrierje csupán egy évtizedig tartott (1880-1890), ezalatt hat regényt, közel 300 elbeszélést, néhány útleírást és egy verseskötetet írt. Néhány év betegeskedés után, negyvenkettő évesen, elmegyógyintézetben hunyt el.

## Élete
1850-ben született Felső-Normandiában, polgári családban, apja Gustave de Maupassant, anyja Laure Le Poittevin. Anyai nagybátyja, Alfred egyik barátja volt Gustave Flaubert, aki később nagy hatással volt Guy de Maupassant életére, írói fejlődésére is. 1856-ban született Hervé nevű öccse. Apja 1859-ben egy párizsi bankban kapott állást, Guy itt járt iskolába szülei 1860-as válásáig, mely apja kicsapongó élete miatt következett be. Ezután édesanyjával és öccsével a normandiai Étretat-ba költözött.
1871-től Párizsban élt, évekig minisztériumi hivatalnok volt, eleinte szabadidejében írt, majd első sikerei után már írásaiból élt. Újságírói és szépirodalmi pályája kezdetén Gustave Flaubert volt a mentora, tanácsaival segítette írói stílusa csiszolását, a környezet pontos, részletes megfigyelésére, lényegre törő, pontos fogalmazásra ösztönözte. 
„Harmincéves koráig készült lelkiismeretesen az írói mesterségre. Megtanulta lelkének atyjától, hogy sokoldalúan műveltnek kell lenni – és sokoldalúan műveltté lett. Úgy nevelkedett fel, hogy nyitott szemmel kell körülnézni a világban – és otthonossá vált a francia társadalom minden rétegében. Hittételként vallotta, s kezdettől végig gyakorolta, hogy világosan, szabatosan és szépen kell megfogalmaznia, amit megtudott emberekről és emberek közti kapcsolatokról. De hát mindehhez eleve nagyon tehetséges volt, csak úgy áradt belőle az elmondandó történet. Talán Boccaccio óta ő volt a leggazdagabb képzeletű novellaíró.” (Hegedűs Géza)
Flaubert-nél ismerkedett meg többek között Zolával és Turgenyevvel is. Első sikerét a Gömböc című elbeszélés hozta, amely a Médani esték (1880) című, hat író, köztük Zola egy-egy művét tartalmazó antológiában jelent meg, s melyet maga Flaubert is mesterműnek nevezett.
Elismert napilapokban és magazinokban (Le Figaro, Gil Blas, Le Gaulois, L'Écho de Paris) publikált rövidebb írásokat, elbeszéléseket. Első novelláskötete, a Tellier-ház 1881-ben jelent meg, két év alatt tizenkét kiadást ért meg, ennek bevételeiből építtetett egy házat Étretat-ban, ahol később barátaival a nyarakat töltötték. Első regénye, az Egy asszony élete (Une vie) 1883-ban jelent meg, Tolsztoj értékelése szerint a francia szépirodalom legnagyobb műve a Nyomorultak óta.
Maupassant műveit az általa ismert és alaposan megfigyelt környezetbe helyezi, a normandiai falusi és kisvárosi élet éppúgy hátteret ad, mint a párizsi polgárság és a hivatalnokok feltörekvése. Az elismerésért és a jólétért folytatott, képmutatással és önzéssel tűzdelt feltörekvő küzdelem, vagy éppen a szerelem, a női-férfi kapcsolatok apró cselszövésektől sem mentes történeteinek ábrázolása kortalan, saját korában és ma is népszerű szerzővé teszik. 
Sokat utazott (Algéria, Olaszország, Anglia, Franciaországon belül Bretagne, Auvergne). A "Bel-Ami" (Szépfiú) nevű, 1885-ös regénye után elnevezett hajóján tengeri körutazást is tett, erről is írt. Utolsó éveit betegen töltötte, egy sikertelen öngyilkossági kísérletet követően, elmegyógyintézetben halt meg 1893-ban.

## Művei

### Regények
- Une vie (1883) (Egy asszony élete)
- Bel-Ami (1885) (A szépfiú)
- Mont-Oriol (1887) (Mont-Oriol v. Oriolhegy)
- Pierre et Jean (1888) (Péter és János)
- Fort comme la mort (1889) (Erős, mint a halál)
- Notre Cœur (1890) (Az ember szíve)

### Novelláskötetek
- Les Soirées de Médan (1880) – Médani esték, novellagyűjtemény, hat író, köztük Zola, Huysmans egy-egy művével. Maupassant "Boule de Suif" (Gömböc) című novellája itt jelent meg először.
- La Maison Tellier (1881) (A Tellier-ház)
- Mademoiselle Fifi (1882) (Fifi kisasszony)
- Contes de la bécasse (1883) A szalonka meséi)
- Miss Harriet (1884) (Miss Harriet)
- Les Sœurs Rondoli (1884) (Rondoli lányok)
- Clair de lune (1884) (Holdfény)
- Yvette (1884) (Yvette)
- Toine (1885)
- Contes du jour et de la nuit (1885)
- Monsieur Parent (1886) (Parent úr)
- La petite Roque (1886)
- Le Horla (1887) (Horla)
- Le Rosier de Madame Husson (1888)
- La Main gauche (1889) (A bal kéz)
- L'Inutile Beauté (1890) (Céltalan szépség)

### Fontosabb novellák
| - A bárónő (La baronne, 1887) - A csavargó - A gyónás (La Confession, 1883) - A hagyaték - A könnyű halál (L'endormeuse, 1889) - A rendjel (Décoré !, 1883) - A Tellier-ház (La maison Tellier, 1881) - A végrendelet (Le testament, 1882) - Az a disznó Morin! (Ce cochon de Morin, 1882) - Az államcsíny (Un coup d'État, 1883) - Az esernyő (La parapluie, 1884) - Az ékszer - Az ördög (Le diable, 1886) | - Az örökség (L'héritage, 1884) - Céltalan szépség - Ékszerek (Les bijoux, 1883) - Gombostűk (Les épingles, 1888) - Gömböc (Boule de suif, 1880) - Horla (Le Horla, 1886, 1887) - Idill (Idylle, 1884) - Jules bácsi (Mon oncle Jules, 1883) - Két jó barát (Deux Amis, 1883) - Latinoktatás (La question du latin, 1886) - Miss Harriet - Ócskaságok - Öngyilkosságok (Suicides, 1880) | - Ordas anyó (La mère sauvage, 1884) - Párbaj - Párizsi kaland (Une aventure parisienne, 1881) - Pincér, egy pohár sört! (Garçon, un bock !..., 1884) - Simon apja (Le papa de Simon, 1879) - Üres tanácsok - Yvette (Yvette, 1884) |

## Magyarul

### 1919-ig
- Olajfa-mező. Elbeszélés; ford. Szentesi Lajos; Hazánk, Bp., 1894 k. (Révai-féle salon-könyvtár)
- Armand Silvestre–Catulle Mendes–Guy de Maupassant: Könnyű vér. Francia novellettek; Grimm, Bp., 1890 (Útközben)
- Erős mint a halál. Regény, 1-2.; ford. R. Trux Hugóné; Pallas, Bp., 1891 (Pallas-könyvtár)
- Guy de Maupassant elbeszélései, 1-2.; Ráth, Bp., 1892
- Erős elbeszélések; Magyar Ny., Bp., 1893
- Jeanne. Regény; Magyar Hírlap, Bp., 1894
  - (Egy élet; Egy asszony élete címen is)
- A gömböc és más elbeszélések; Ráth, Bp., 1894
- Balkézről; ford. Zempléni P. Gyula; Fritz Ny., Bp., 1894
- Boldog és boldogtalan szerelem. Novellák; ford. Zempléni P. Gyula; Minta-Antiquarium, Bp., 1895
- Asszonyok kegyeltje. Regény, 1-2.; ford. Zempléni P. Gyula; Minta-Antiquarium, Bp., 1895
- Mámorító történetek; ford. Zempléni P. Gyula; Minta-Antiquarium, Bp., 1895
- Fifi kisasszony és egyéb elbeszélések; ford. Zempléni P. Gyula; Minta-Antiquarium, Bp., 1895
- Yvette és egyéb elbeszélések; Ráth, Bp., 1896
- Apró elbeszélések; ford. Tóth Béla; Lampel, Bp., 1898 (Magyar könyvtár)
- Franczia elbeszélők tára; Maupassant, Gréville et al., ford. Ambrus Zoltán; Lampel, Bp., 1898 (Magyar könyvtár)
- A mi szívünk. Regény; ford. Zempléni P. Gyula; Athenaeum, Bp., 1899 (Az Athenaeum olvasótára)
- Gyöngy kisasszony és egyéb elbeszélések; ford. Ambrus Zoltán; Lampel, Bp., 1904 (Magyar könyvtár)
- Mont-Oriol. Regény; ford. Jerfy Adolf; Pallas, Bp., 1906
- Az ékszerek; ford. Tóth Béla; Lampel, Bp., 1907
- A Tellier-ház és egyéb erős elbeszélések; Rozsnyai, Bp., 1909
- A Rondoli lányok és más elbeszélések; Rozsnyai, Bp., 1909
- Guy de Maupassant összes versei; ford. Kosztolányi Dezső, Jókai Ny., Bp., 1909
- Mont-Oriol / Yvette; ford. ifj. Korányi Frigyes, Vértesy Jenő; Révai, Bp., 1910 (Klasszikus regénytár)
- Céltalan szépség és más elbeszélések; Rozsnyai, Bp., 1910
- Különös történetek. Guy de Maupassant, Catullo Mendés, Armand Silvestre novellái; ford. Sugár Jenő; Muskát, Bp., 1910?
- Walter Schnaffs kalandja; ford. Zoltán Vilmos; Lampel, Bp., 1910 (Magyar könyvtár)
- A mi szívünk / Péter és János; ford. Vértesy Jenő; Révai, Bp., 1911 (Klasszikus regénytár)
- Erős, mint a halál; ford. ifj. Korányi Frigyes; Révai, Bp., 1911 (Klasszikus regénytár)
- Egy élet. Regény; ford. Adorján Andor; Athenaeum, Bp., 1912 (Athenaeum könyvtár)
  - (Jeanne; Egy asszony élete címen is)
- Egy párbaj; ford. Zsadányi Henrik; Singer-Wolfner, Bp., 1912 (Egyetemes regénytár XIX.)
- Horla és egyéb elbeszélések; ford. Kelen Ferenc, Siklóssy József; Athenaeum, Bp., 1914 (Athenaeum könyvtár)
- Monsieur Parent; ford. Benedek Marcell; Lampel, Bp., 1914 (Magyar könyvtár)
- Családi körben; ford. Benedek Marcell; Lampel, Bp., 1914 (Magyar könyvtár)
- A porosz tiszt kívánsága. Regény; ford. Kádár István; Tevan, Békéscsaba, 1915 (Tevan-könyvtár)
- A szép fiú; ford. Somlyó Zoltán; Kultúra, Bp., 1918 (A Kultúra regénytára)
- Szerelmesek; ford. Orbók Attila; Kultúra, Bp., 1918
- Holdvilág; ford. Bodó Pál; Kultúra, Bp., 1919 (A Kultúra regénytára)
- Az ékszer / La parure; ford. Baranyai Zoltán; Lantos, Bp., 1919 (Kétnyelvű klasszikus könyvtár)
- Az örökség; ford. Sabján István; Népszava, Bp., 1919 (Világosság könyvtár)
- Egy majoroslány története / A csavargó. Két elbeszélés; ford. Bölöni György; Népszava, Bp., 1919 (Világosság-könyvtár)

### 1920–1944
- Fifi kisasszony; ford. Lányi Viktor; Athenaeum, Bp., 192? (Guy de Maupassant összes művei)
- Une vendetta. Vérbosszú; ford. Rozványi Vilmos; Aczél, Bp., 1920 (Kétnyelvű klasszikus könyvtár)
- Két barát; ford. Trócsányi Zoltán; Lantos, Bp., 1920 (Kétnyelvű klasszikus könyvtár)
- A vízen; ford. Jerfy Adolf; Táltos, Bp., 1920
- A Rondoli nővérek; ford. Jerfy Adolf; Táltos, Bp., 1920
- A kis Roque-lány; ford. Jerfy Adolf; Táltos, Bp., 1920
- Első hó; ford. Ignotus Pál; Lantos, Bp., 1920 (Kétnyelvű klasszikus könyvtár)
- Péter és János; ford. Vajthó László; Athenaeum, Bp., 1921 (Olcsó regény)
- A Tellier-ház; ford. Király György; Athenaeum, Bp., 1921 (Guy de Maupassant összes művei)
- Párisi vasárnapok; ford. Rózsa Géza; Kultúra, Bp., 1921 (Tréfás könyvek)
- Párbaj; ford. Kereszti István; Lantos, Bp., 1921 (Kétnyelvű klasszikus könyvtár)
- Lujzika; ford. Lányi Viktor; Athenaeum, Bp., 1921 (Guy de Maupassant összes művei)
- A szalonka meséi; ford. Tóth Árpád; Athenaeum, Bp., 1921 (Guy de Maupassant összes művei)
- Péter és János; ford. Bakonyi Endre; Bécsi Magyar Kiadó, Wien, 1921 (Regényfüzér)
- A vörös-lámpás ház; ford. Laczkó Géza; Pán, bp., 1921
- Balkézről; ford. Benedek Marcell; Athenaeum, Bp., 1922
- A Rondoli-lányok; ford. Laczkó Géza; Athenaeum, Bp., 1922 (Guy de Maupassant összes művei)
- Erős, mint a halál; ford. Király György; Athenaeum, Bp., 1922 (Guy de Maupassant összes művei)
- A rózsalegény; ford. Honti Rezső; Athenaeum, Bp., 1922? (Guy de Maupassant összes művei)
- Apró elbeszélések; ford. Tóth Béla; Lampel, Bp., 1922 (Magyar könyvtár)
- Amit a nap s az éj mesél; ford. Szabó Lőrinc; Athenaeum, Bp., 1923 (Guy de Maupassant összes művei)
- Szépfiú; ford. Benedek Marcell; Athenaeum, Bp., 1923 (Guy de Maupassant összes művei)
- Derűs és borús történetek; ford. Zilahy István; Révai, Bp., 1924 (Klasszikus elbeszélők)
- Guy de Maupassant versei és első elbeszélései; ford., bev. Kosztolányi Dezső; Athenaeum, Bp., 1924 (Maupassant Guy de összes művei)
- Napsütésben; ford. Király György; Athenaeum, Bp., 1924
- Tóni bá; ford. Lányi Viktor; Athenaeum, Bp., 1925 (Guy de Maupassant összes művei)
- Parent úr; ford. Kuncz Aladár; Athenaeum, Bp., 1925 (Guy de Maupassant összes művei)
- Egy élet; ford. Honti Rezső; Athenaeum, Bp., 1926 (Guy de Maupassant összes művei)
  - (Jeanne; Egy asszony élete címen is)
- Miss Harriet; ford. Tóth Árpád; Athenaeum, Bp., 1927 (Guy de Maupassant összes művei)
- Vízen; ford. Benedek Marcell; Athenaeum, Bp., 1928 (Guy de Maupassant összes művei)
- A másik gyermeke; ford. Kuncz Aladár; Brassói Lapok, Brassó, 192? (Népszerű regények
- Yvette; ford. Benedek Marcell; Athenaeum, Bp., 1930 (Guy de Maupassant összes művei)
- Elbeszélések; ford. Ambrus Zoltán et al., bev. Ambrus Zoltán; Franklin, Bp., 1930 (Élő könyvek. Külföldi klasszikusok)
- A nagybácsi; Polonyi, Cluj, 1931 (Rigó posztó-áruház ingyen regénytára)
- Hajdankori történet. Verses jelenet; ford. Radó Antal; fordítói, Bp., 1934
- Flaubert; ford. Tóth Árpád; Kultúra, Bp., 1935 (Kultúra Könyvtár)
- Egy asszonyért; ford. Füri Lajos; Bodnár, Bp., 1943 (Szórakoztató regények)
- Eltitkolt szerelem; Palatinus, Bp., 1943 (Palatinus kisregénysorozat)
- Apja ismeretlen; Csongor, Bp., 1943
- Mindennek a tavasz az oka. Regény; Bihari Nagy Lajos, Bp., 1943
- A jól sikerült tréfa; Központi, Bp., 1943 (Csillagos regény)
- Egy élet; ford. Benamy Sándor; Gábor Áron, Bp., 1944 (A világirodalom titánjai)
  - (Jeanne; Egy asszony élete címen is)
- Péter és János. Regény; Révai, Bp., 1944 (Regénykönyvtár)
- Mámoros éjszaka; Globus Ny., Bp., 1944
- Leányvásár; Aurora, Bp., 1944
- A pusztító férfi; Csárdás, Bp., 1944
- Gyöngy kisasszony; Fónagy, Bp., 1944
- Szerelem a sivatagban (Alumna, a homok leánya). Regény; ford. P. Ábrahám Ernő; Hungária Ny., Bp., 1944 (Százezrek könyve)

### 1945–1989
- Bel ami; ford. Somlyó Zoltán; Anonymus, Bp., 1946
- A vallomás. Elbeszélések; ford. Lányi Viktor; Szikra, Bp., 1947 (Szikra regénytár)
- Pilvax. Karinthy Ferenc színpadi képe / Te szegény Franciaország! Barta Lajos színjátéka. Maupassant elbeszélése nyomán; Kultúra, Bp., 1948 (Új magyar könyvtár)
- Töltött galamb. Elbeszélések; ford., bev. Honti Rezső; Budapest Irodalmi Intézet, Bp., 1948 (Új könyvtár)
- A számadás órája; Hungária Ny., Bp., 1948
- Renardet polgármester bűne; ford. Honti Rezső; Hungária Ny., Bp., 1948 (Forintos regény)
- A gömböc; ford. Devecseriné Guthy Erzsébet; Hungária Ny., Bp., 1949 (Forintos regény)
- Az örökség. Kisregények és válogatott elbeszélések; ford. Benedek Marcell et al., tan. J. Anyiszimov, összeáll. Illés Endre; Szépirodalmi, Bp., 1951
- Milon apó; vál., ford. Illés Endre; Ifjúsági, Bp., 1952
- Egy asszony élete. Regény; ford., bev. Illés Endre; Szépirodalmi, Bp., 1954
  - (Egy élet; Jeanne címen is)
- Guy de Maupassant válogatott novellái, 1-2.; ford. Benedek Marcell et al., szerk., bev. Illés Endre; Új Magyar Kiadó, Bp., 1956 (A világirodalom klasszikusai)
- A szépfiú. Regény, 1-2.; ford. Benedek Marcell, utószó Mérei Ferenc; Szépirodalmi, Bp., 1956 (Olcsó könyvtár)
- Ékszerek. Válogatott novellák, 1-2.; ford. Benedek Marcell et al., bev. Illés Endre; Európa, Bp., 1957
- Pierre et Jean / Péter és János. Kisregény; bev. Maupassant: A regény c. tan., ford., jegyz., utószó Justus Pál; Corvina, Bp., 1958 (Kétnyelvű olcsó könyvtár)
- A szépfiú. Regény, 1-2.; ford. Benedek Marcell, utószó Gyergyai Albert; Szépirodalmi, Bp., 1961
- Benjamin Britten: Albert Herring; szöveg Maupassant nyomán Crozier, ford. Blum Tamás; Zeneműkiadó, Bp., 1962 (Operaszövegkönyvek)
- Urak és hölgyek csevegnek. Elbeszélések; ford. Benyhe János et al.; Európa, Bp., 1963
- Barta Lajos: Te szegény Franciaország; Maupassant nyomán, rend. utószó Híves László, díszlet- és jelmeztervek Kastyák Margit; in: A fráter és más elbeszélések; Gondolat, Bp., 1963 (Játékszín)
- Komornyikné őnagysága; ford. Benedek Marcell et al.; Európa, Bp., 1964 (A világirodalom remekei)
- Guy de Maupassant összes elbeszélései; ford. Benedek Marcell et al.; Magyar Helikon–Európa, Bp., 1966 (Helikon klasszikusok)
- Guy de Maupassant összes regényei, 1-2.; ford. Benedek Marcell et al.; Magyar Helikon–Európa, Bp., 1967
- Az ismeretlen asszony. Elbeszélések; ford. Benyhe János et al.; Európa, Bp., 1967 (A világirodalom remekei 2. sorozat)
- Céltalan szépség. Négy elbeszélés; ford. Benyhe János, Illés Endre, Pór Judit; Magyar Helikon–Európa, Bp., 1969
- Gyöngy kisasszony. Válogatott elbeszélések; vál. Pór Judit, ford. Benedek Marcell et al.; Magyar Helikon–Európa, Bp., 1971
- Héraclius Gloss doktor; ford. Pór Judit; Európa, Bp., 1974
- Az őrült asszony. Válogatott elbeszélések; vál., szerk. Tabák András, ford. Benedek Marcell et al.; Zrínyi, Bp., 1988 (Zrínyi-zsebkönyvek)

### 1990–
- Csókok és csábos csevegések. Maupassant gondolatvilága; vál., szerk., tan. Éles Csaba; magánkiadás, Debrecen, 2003 (Nagy írók gondolatvilága)
- Szépfiú; ford. Bognár Róbert; Ulpius-ház, Bp., 2007
- Céltalan szépség; összeáll., szerk. Burján Monika; Lazi, Szeged, 2008

### Guy de Maupassant művei(Európa, Bp., 1978-1980), 6 kötetben
- Mont-Oriol / Erős, mint a halál / Az ember szíve; ford. Benyhe János, Király György, Pór Judit; 1978
- Egy asszony élete / A Szépfiú / Péter és János; ford. Benedek Marcell, Illés Endre, Justus Pál; 1978
- Elbeszélések, 1-4.; ford. Benyhe János et al.; 1979-1980
  - 1. 1875-1882; 1979
  - 2. 1882-1884; 1979
  - 3. 1884-1885; 1980
  - 4. 1886-1890; 1980

## Írói álnevei
Maupassant néhány írását álnéven publikálta. A következő neveket használta: 
Joseph Prunier (első elbeszélése, La Main d’écorché, 1875);
Guy de Valmont (1876 és 1878 között);
Chaudrons-du-diable (1880-ban a Gil Blas augusztus 20-i számában);
Maufrigneuse (1881 és 1885 között a Gil Blas folyóiratban, mivel már szerződésben állt a Le Gaulois-val. A nevet Balzac Emberi színjátékának egyik alakja ihlette).

## Filmadaptációk
Maupassant művei a francia elbeszélők között az egyik legtöbb film- és televíziós feldolgozással rendelkezők közé tartoznak. Az első, 1909-es film (The Son’s Return, D. W. Griffith rendezése) óta több mint 130 mozi- és televíziós feldolgozást tartanak számon. 
Néhány ezek közül:
- A szépfiú (Bel-Ami): Augusto Genina (1919), Emilio Graziani-Walter (1920), Willi Forst (1939), Antonio Momplet (1946), Albert Lewin (1947), Louis Daquin (1957), Helmut Käutner (1968), John Davies (1971), televíziós feldolgozások: Pierre Cardinal (1983), Philippe Triboit (2005), Declan Donnellan (2012);
- Az örökség (L’Héritage): Alain Dhenault tévéfilmje a L’Ami Maupassant(1986) sorozatban és Laurent Heynemann filmje a Chez Maupassant sorozatban (2007);
- Péter és János (Pierre et Jean): Donatien (1924), André Cayatte (1943), Luis Buñuel ("Una Mujer sin amor", 1952), televíziós feldolgozások: Michel Favart (1973) és Daniel Janneau (2004);
- A Tellier-ház (La Maison Tellier): Met Welles, Guido Franco (1964); Pierre Chevalier (1981)

Több műve felhasználásával készült jelentősebb filmek:
- A gyönyör (eredeti címe: Le plaisir, 1952, rendező: Max Ophüls, szereplők: Jean Gabin, Danielle Darrieux, három novella, A Tellier-ház, A maszk és A modell feldolgozása)
- Hímnem-nőnem (eredeti címe: Masculin féminin, 1966, rendező: Jean-Luc Godard, a Berlini Nemzetközi Filmfesztiválon Ezüst Medve díjat nyert)

## Jelentősége
„Oly szigorúan klasszikus a vonalvezetése, mint a régi francia és olasz novellistáké, tiszta epikus, csak az események elmondására szorítkozik. Ha mulatságos történetet beszél el, ő maga közben sosem tréfál, stílusának egy arcizma sem rándul meg (...)” (Szerb Antal)
„Regényírónak is kitűnő volt. (...) Igazi műfaja azonban a novella. Röviden, olykor alig néhány oldalon ábrázol mosolyogva tragikus helyzeteket és reménytelen embereket.” (Hegedűs Géza)
„Maupassant-t a maga korában és utána is még évtizedekig erotikus írónak tartották, akinek műveit nem illik fiatal lányoknak olvasni. Ma már nem tekintjük művelt fiatal leánynak, aki nem olvassa Maupassant-t. Hiszen senki nem tanít úgy a szerelem szépségére és a szerelem veszélyeire.” (Hegedűs Géza)
„Maupassant a világirodalom egyik leglebilincselőbb, legszórakoztatóbb elbeszélője. A stílus nagy varázslója. Mosolygunk, miközben tragédiákat veszünk tudomásul. (...) Nála tetőződött a nyugati polgári irodalom.” (Hegedűs Géza)

## Fordítás
- Ez a szócikk részben vagy egészben  a   Maupassant című angol Wikipédia-szócikk fordításán alapul.  Az eredeti cikk szerkesztőit annak laptörténete sorolja fel. Ez a jelzés csupán a megfogalmazás eredetét és a szerzői jogokat jelzi, nem szolgál a cikkben szereplő információk forrásmegjelöléseként.
- Ez a szócikk részben vagy egészben  a   Maupassant című francia Wikipédia-szócikk fordításán alapul.  Az eredeti cikk szerkesztőit annak laptörténete sorolja fel. Ez a jelzés csupán a megfogalmazás eredetét és a szerzői jogokat jelzi, nem szolgál a cikkben szereplő információk forrásmegjelöléseként.